# 7-氯色胺
7-氯色胺（7-Cl-T或7-CT，代号PAL-532）是一种血清素受體激動劑單胺釋放劑，化学式为C10H11ClN2，它是一种色胺类化合物。它是浅黄色固体，可由7-氯吲哚-3-甲醛和硝基甲烷反应，再经氢化铝锂还原制得。